# Cantó de Solanhac
El cantó de Solanhac és un cantó francès del departament de l'Alt Loira, situat al districte de Lo Puèi de Velai. Té 5 municipis i el cap és Solanhac.

## Municipis
- Bains
- Le Brignon
- Cussac-sur-Loire
- Saint-Christophe-sur-Dolaison
- Solanhac

## Història
| Data d'elecció                           | Identitat            | Partit           | Qualitat |
| ---------------------------------------- | -------------------- | ---------------- | -------- |
| 1961-1973                                | M. Pagès             | Divers gauche    |          |
| 1973-1979                                | M. Pouille           | UDR, després RPR |          |
| 1979-1985                                | M. Gagne             | UDF              |          |
| 1985-1992                                | Jean-Pierre Brossier | PS               |          |
| 1992-                                    | Michel Decolin       | UMP              |          |
| les dades anteriors no són pas conegudes |                      |                  |          |
|                                          |                      |                  |          |